# 拉瓦莱 (滨海夏朗德省)
拉瓦莱（法語：La Vallée，法語發音：[la vale]）是法国滨海夏朗德省的一个市镇，位于该省中部偏北，属于桑特区。

## 地理
拉瓦莱（45°53'30"N, 0°50'30"W）面积16.37 平方千米，位于法国新阿基坦大区滨海夏朗德省，该省份为法国西部滨海省份，北起旺代省，西临大西洋，南至吉倫特省，东南接多爾多涅省，东北接德塞夫勒省接壤，东临夏朗德省。
与拉瓦莱接壤的市镇（或旧市镇、城区）包括：伯尔莱、博尔、卡巴里奥、罗姆古、圣伊波利特、特里宰。

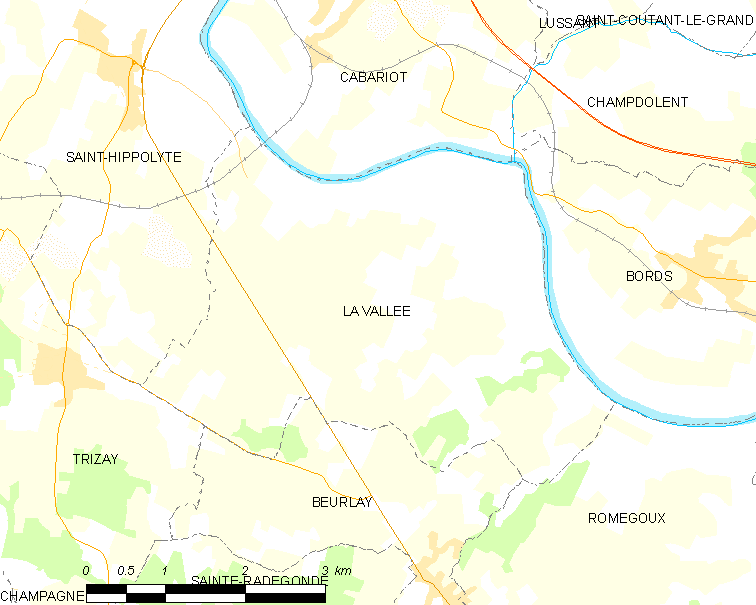
的OSM定位图

拉瓦莱的时区为UTC+01:00、UTC+02:00（夏令时）。

## 行政
拉瓦莱的邮政编码为17250，INSEE市镇编码为17455。

## 政治
拉瓦莱所属的省级选区为圣波谢尔县。

## 人口

1962-2008年间人口变化图示

拉瓦莱于2022年1月1日时的人口数量为683人。